# Wörth an der Donau

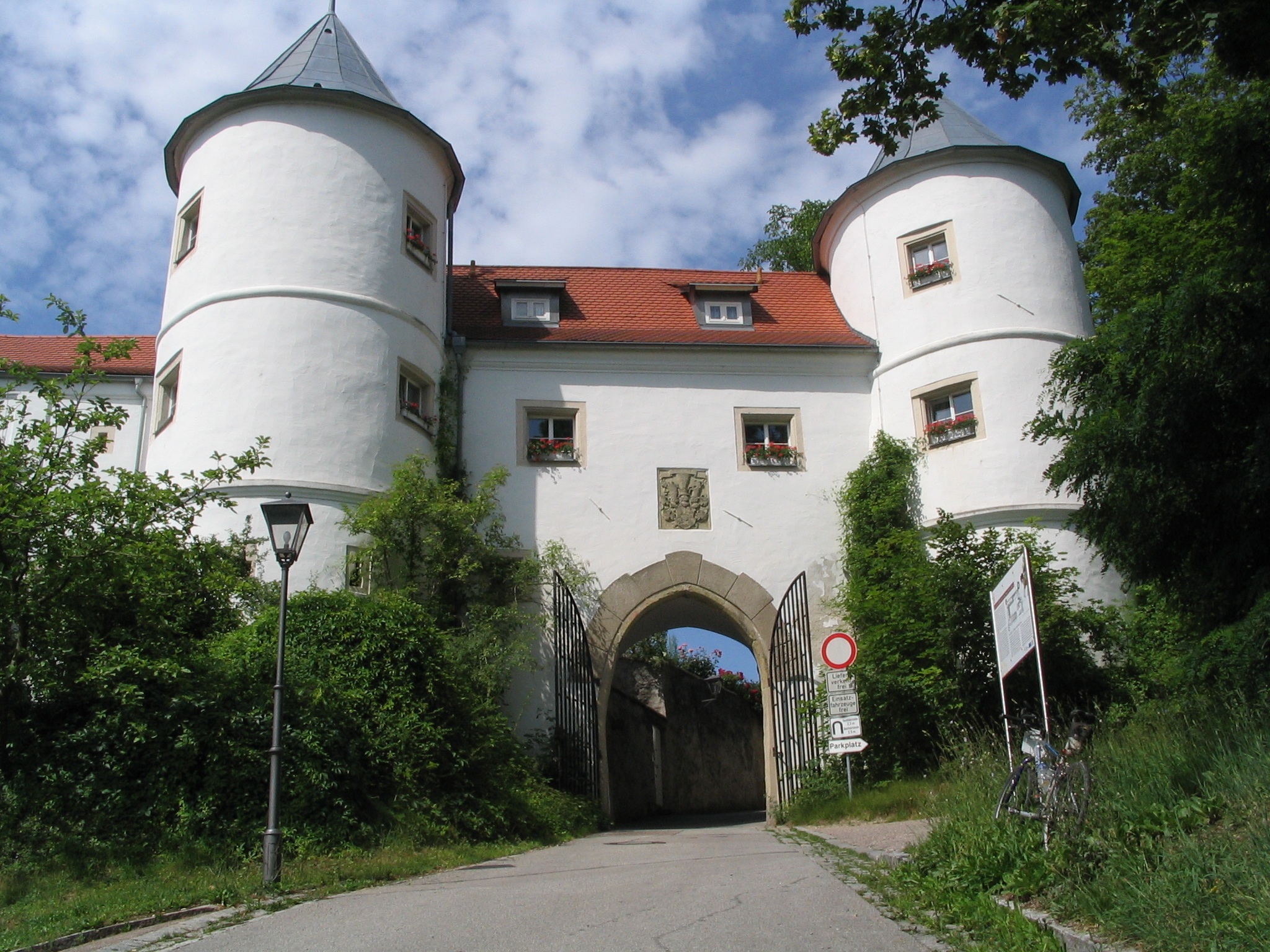
Wörth an der Donau

Wörth an der Donau este un oraș din districtul Regensburg, regiunea administrativă Palatinatul Superior, landul Bavaria, Germania.